# Edinburgh Rugby
L'Edinburgh Rugby (già noto in passato come Edinburgh Reivers ed Edinburgh Gunners, e in italiano semplicemente come Edimburgo) è uno dei due club professionistici scozzesi di rugby XV. È affiliato alla Federazione rugbystica scozzese, che ne detiene anche la proprietà. Il club disputa attualmente la United Rugby Championship e disputa gli incontri interni allo stadio di Murrayfield.

## Storia
La squadra del distretto di Edimburgo disputò il primo incontro interdistrettuale contro il Glasgow nel 1872, imponendosi per 3-0
La squadra è stata rifondata nel 1996 su base professionistica per partecipare all'Heineken Cup, torneo in cui ha ottenuto il miglior risultato nella stagione 2003/04 quando ha raggiunto i quarti di finale, prima squadra scozzese a riuscirvi.
Con il passaggio del rugby al professionismo avvenuto nel 1995, la Scottish Rugby Union ritenne che i club scozzesi non avrebbero potuto essere competitivi nei confronti delle migliori formazioni inglesi e francesi. Si decise quindi che al professionismo sarebbero passate solo le quattro squadre rappresentative dei distretti così, nel 1996, la squadra del distretto di Edimburgo venne trasformata nell'Edinburgh Rugby per partecipare all'Heineken Cup. A causa della pesante situazione debitoria della SRU, in parte dovuta ai costi per la ristrutturazione di Murrayfield, si rese necessario un ulteriore ridimensionamento e da quattro club pro si passò a due. Dopo due stagioni quindi l'Edinburgh Rugby venne fuso con i Border Reivers, creando una squadra chiamata Edinburgh Reivers.
Nelle stagioni 1999 e 2000 la SRU e la Welsh Rugby Union unirono le forze, decidendo un allargamento della Welsh Premier Division per includervi anche gli Edinburgh Reivers' e i Glasgow Caledonians, chiamando il nuovo campionato Welsh-Scottish League. Tuttavia ulteriori cambiamenti erano in preparazione e nel 2001 si giunse ad un accordo tra SRU, WRU e Irish Rugby Football Union per creare un nuovo campionato che avrebbe visto al via anche le quattro provincie irlandesi. Nel 2001 partì quindi la Celtic League come è conosciuta oggi. Nella prima annata l'Edimburgo si classificò al sesto posto.
La stagione successiva, con la rifondazione dei Border Reivers, alla Celtic League si affiancò torneo solo scozzese, modellato sulla formula del Tri Nations; il torneo però si disputò una sola volta e l'Edimburgo ne fu quindi l'unico vincitore.
Nella stagione 2002/2003 l'Edimburgo raggiunse la finale della Celtic Cup, dove fu sconfitto, pur giocando in casa a Murrayfield, dall Ulster per 21-27.

### Passaggi di proprietà
Nel 2005/2006 il nome della squadra venne cambiato in Edinburgh Gunners, incorporando ufficialmente quello che è il soprannome dei suoi giocatori, ma l'innovazione durò poco e nel settembre 2006 la proprietà decise di tornare alla denominazione di Edinburgh Rugby. Uno dei motivi della scelta fu che il termine Gunners era un marchio registrato dal club inglese dell'Arsenal Football Club. Un altro che la nuova proprietà voleva rinfrescare l'immagine della squadra introducendo tra le altre cose un nuovo simbolo.
Dalla fine della stagione 2005/2006 infatti l'Edimburgo era diventato una franchigia privata e non più una squadra regionale. I proprietari e finanziatori furono gli uomini d'affari Alex e Bob Carruthers. La SRU mantenne comunque un posto nel consiglio di amministrazione e continuò a finanziare e aiutare i nuovi proprietari per lo sviluppo della squadra.
Nel luglio 2007 sorsero però dei contrasti tra la SRU e i nuovi proprietari. Secondo Bob Carruthers la SRU era debitrice di una grossa somma nei confronti dell'Edimburgo e non aveva pagato; sostenne inoltre che la SRU aveva minacciato di smettere completamente di sovvenzionare la squadra se la causa legale in relazione a tale somma fosse stata ancora portata avanti La lite raggiunse il culmine il 9 luglio 2007 quando l'Edimburgo ritirò la propria affiliazione alla SRU. Alla fine, dopo varie fasi, nell'agosto 2007 la vicenda terminò con l'annullamento dell'accordo e l'Edimburgo ritornò sotto il diretto controllo della SRU.

## Giocatori

### Giocatori che hanno vestito la maglia dei Lions
I giocatori che seguono hanno vestito in almeno un'occasione la maglia dei British and Irish Lions.
- Simon Taylor: 2001 2005
- Ross Ford: 2009
- Mike Blair: 2009